# Дженифър Хъдсън
Дженифър Кейт Хъдсън (на английски: Jennifer Kate Hudson) е американска певица и актриса.
Родена е на 12 септември 1981 година в Чикаго в афроамериканско баптистко семейство. Придобива известност с участието си в телевизионния музикален конкурс „Американ Айдъл“ през 2004 година, а малко след това дебютира в киномюзикъла „Мечтателки“, за което получава „Оскар“ за най-добра поддържаща женска роля. През следващите години продължава да издава музикални албуми и да играе в киното и телевизията.

## Дискография
- Jennifer Hudson (2008)
- I Remember Me (2011)
- JHUD (2014)
- Respect (2021)